# Annecy
Annecy (provansalsko Èneci) je mesto in občina v vzhodni francoski regiji Rona-Alpe, prefektura departmaja Zgornja Savoja. Leta 2005 je mesto imelo 50.800 prebivalcev. 

## Geografija
Annecy leži v Savoji na severni obali jezera Annecy na višini 448 m. Njegovo ozemlje zavzema strateško pomembno vozlišče poti med Francijo, Švico in Italijo.

## Administracija
Annecy je sedež treh kantonov:
- Kanton  Annecy-Center (del občine Annecy: 15.344 prebivalcev),
- Kanton  Annecy-Severovzhod (del občine Annecy: 19.540 prebivalcev),
- Kanton  Annecy-Severozahod (del občine Annecy, občine La Balme-de-Sillingy, Choisy, Épagny, Lovagny, Mésigny, Metz-Tessy, Meythet, Nonglard, Poisy, Sallenôves, Sillingy: 44.164 prebivalcev).

Mesto je prav tako sedež okrožja, v katerega so poleg njegovih vključeni še kantoni Alby-sur-Chéran, Annecy-le-Vieux, Faverges, Rumilly, Seynod, Thônes in Thorens-Glières z 229.039 prebivalci.

## Zgodovina
Kraj leži med Chambéryjem in Ženevo. Njegova zgodovina med 10. in 19. stoletjem je bila močno pod vplivom teh dveh mest. Kot glavno mesto grofije Ženeva je bilo po smrti ženevskih grofov leta 1401 vključeno k ozemlju Savojcev. Leta 1444 je postalo glavno mesto regije, ki je zavzemala provinco Genevois, Faucigny and Beaufortain. Z napredkom kalvinizma leta 1535 je kraj postal središče protireformacije in sedež škofije, preseljen iz Ženeve. Med francosko revolucijo je bilo ozemlje Savoje zavzeto s strani Francije, Annecy pa je postal del novonastalega departmaja Mont-Blanc s sedežem v Chambéryju. Po vrnitvi Burboncev na oblast leta 1815 je bil vrnjen savojski hiši, po ponovni priključitvi k Franciji v letu 1860 pa je postal glavno mesto novonastalega departmaja Haute-Savoie.

## Zanimivosti
Annecy je na seznamu francoskih umetnostno-zgodovinskih mest.
- Grad Château d'Annecy iz 12. stoletja, rezidenca ženevskih grofov, vojvodov Genevois-Nemours, opuščen v 17. stoletju, danes muzej zgodovine Annecyja,
- Palača muzej l'Isle iz 12. stoletja,
- katedrala sv. Petra iz začetka 16. stoletja, zgrajena kot frančiškanska kapela. Status katedrale je pridobila leta 1822 ob ustanovitvi škofije Annecy, do tedaj škofije Chambéry.
- Bazilika Marijinega Obiskanja, grajena v času 1909 do 1930 v neogotskem slogu
  - muzej salezijancev (spomin na Sv. Frančiška Saleškega).

## Pobratena mesta
- Bayreuth (Nemčija),
- Cheltenham (Združeno kraljestvo),
- Vicenza (Italija).